# Krobielewo
Krobielewo (niem. Groß Krebbel) – wieś w Polsce położona w województwie lubuskim, w powiecie międzyrzeckim, w gminie Przytoczna.
Pierwsze informacje o wsi pochodzą z 1391 r. Według dokumentu z 1517 r. wieś leżała już po obu stronach rzeki. Wieś szlachecka położona była w 1580 roku w powiecie poznańskim województwa poznańskiego. Podczas Potopu Szwedzi wznieśli poniżej dzisiejszej wsi drewniany most na Warcie, po 350 latach, przy niskim stanie wody można dostrzec jego resztki. W 1661 r. osada Krobielewo otrzymała prawa olęderskie.
W okresie Wielkiego Księstwa Poznańskiego (1815–1848) miejscowość należała do wsi większych w ówczesnym pruskim powiecie Międzyrzecz w rejencji poznańskiej. Krobielewo należało do okręgu międzychodzkiego tego powiatu i stanowiło część majątku Wiejce, którego właścicielem był wówczas Koch. Według spisu urzędowego z 1837 roku wieś liczyła 236 mieszkańców, którzy zamieszkiwali 32 dymy (domostwa).
W 1896 r. powstało tu nadleśnictwo. Tuż przed wojną z Polską w 1939 Wehrmacht wybudował kolejny drewniany most na Warcie, był to najdłuższy most drewniany w III Rzeszy, mogły po nim przejechać czołgi Panzerkampfwagen II.
W latach 1975–1998 miejscowość administracyjnie należała do województwa gorzowskiego.
Do wojewódzkiego rejestru zabytków wpisany jest kościół ewangelicki, obecnie rzymskokatolicki, pod wezwaniem Niepokalanego Poczęcia NMP, drewniany- szachulcowy, z 1807 roku.